# Vliegveld B.91 De Kluis
Vliegveld De Kluis, geallieerde codenaam B.91 Kluis, is een voormalig vliegveld uit de Tweede Wereldoorlog tussen het Nederlandse dorp Malden en Nijmegen. Het is in gebruik geweest van 19 september 1944 tot 15 april 1945 en was vernoemd naar een oude boerderij op deze plaats.

## Aanleg
De geallieerden bevrijdden Malden en omgeving op 17 september 1944. Kort hierna legden zij langs de rijksweg naar Nijmegen een start- en landingsbaan voor lichte vliegtuigjes aan. Het vliegveld kreeg de codenaam B.91. Dit terrein stond lokaal bekend als De Kluis. De baan was 1400 m lang en 40 m breed en werd verhard met geperforeerde staalplaat (PSP).
Hier arriveerden op 19 september de eerste Britse Auster-verkenningsvliegtuigen van het 662 Air Observation Post (AOP) Squadron. Later volgden andere AOP-squadrons. De verkenningstoestellen voerden tijdens operatie Market Garden artilleriewaarnemingen, fotoverkenningen en koeriersvluchten uit.

## Operatie Veritable
De geallieerden verloren de Slag om Arnhem. Hierna boekten zij in Zuid-Nederland moeizaam terreinwinst. Vanaf het najaar arriveerden ook transportvliegtuigen zoals Dakota’s of Skytrain’s op Kluis. Met deze toestellen transporteerden de geallieerden de gewonden. Op 8 februari 1945 barstte vanuit Nijmegen operatie Veritable los. Tijdens deze operatie ondersteunden Austers de massale artilleriebeschietingen.
Begin februari breidden de geallieerden airstrip Kluis in drie weken uit tot een Advanced Landing Ground. Medio maart arriveerde de 123 Wing vanuit Gilze-Rijen. Deze eenheid beschikte over Typhoon-jachtbommenwerpers.

## Typhoons
Tijdens de operaties Plunder en Varsity eind maart ondersteunden deze toestellen het leger. Zo bestreden zij het Duitse afweergeschut FLAK langs de Rijn. Onder andere door de inzet van de Typhoons eindigden beide operaties succesvol.
Begin april arriveerden Tempest-jachtvliegtuigen van de 135 Wing op Kluis. Met deze toestellen voerden de geallieerden bewapende verkenningen uit boven Noordwest-Duitsland. Sporadisch kwam het nog tot luchtgevechten met de zo goed als verslagen Luftwaffe.

## 616 Squadron
Bijzonder was de stationering van het 616 Squadron op Kluis. Deze eenheid testte als eerste de Gloster Meteor onder operationele omstandigheden. Dit toestel beschikte over twee straalmotoren. Medio april vertrokken alle vliegtuigen naar het Duitse vliegveld Quakenbruck. Vliegveld de Kluis speelde geen rol meer. Na de oorlog werd het terrein weer als landbouwgrond in gebruik genomen.

## Sportpark de Kluis
In 1952 werd hier Sportpark de Kluis geopend voor verschillende verzelfstandigde verenigingen van RKSV Union waaronder RKHV Union (hockey) en VV Union (voetbal).